# Richard Ligon
Richard Ligon (ca. 1585–1662) war ein britischer Schriftsteller und Verfasser eines wichtigen historischen Werkes über die von ihm bereiste Insel Barbados.

## Leben
Ligon verlor in den Wirren des englischen Bürgerkriegs sein Vermögen und fand sich als „Fremder in meinem eigenen Land“ wieder. Er beschloss, 1647 nach Barbados zu gehen, kehrte aber 1650, nachdem er an Fieber erkrankt war, nach England zurück, wo ihn seine Gläubiger wegen Schulden inhaftieren ließen. Er begann mit der Arbeit an einem Bericht über seine Zeit auf den Westindischen Inseln, der 1657 als A True and Exact History of the Island of Barbadoes (Wahre und genaue Geschichte der Insel Barbados) veröffentlicht wurde. Eine zweite Auflage folgte 1673, die französische Ausgabe im Jahr darauf, enthält eine frühe Karte der englischen Siedlungen auf Barbados, auf der die Besitzer der Plantagen eingezeichnet sind.
Sein Bericht über die Inderin Yarico war Richard Steeles Quelle für seine Geschichte von Inkle and Yarico im Spectator.

## Ausgaben derGeschichte der Insel Barbados
- Ausgabe 1657; archive.org.
- A true & exact history of the island of Barbadoes: illustrated with a map of the island, as also the principal trees and plants there, set forth in their due proportions and shapes, drawn out by their several and respective scales. Together with the ingenio that makes the sugar, with the plots of the several houses, rooms, and other places, that are used in the whole process of sugar-making … All cut in copper. Richard Ligon, gent., London 1673; archive.org.
- Richard Ligon: Description Topographique et mesure de l’Isle des Barbades aux Indies Occidentales avec les Noms de ceux a qui appartiement les habitations. Paris 1674.
- Richard Ligon: A True and Exact History of the Island of Barbadoes. Frank Cass & Co, USA 1976, ISBN 0-7146-1941-8 (= Cass Library of West Indian Studies, No 11).
- Richard Ligon: The true and exact history of the island of Barbadoes. 1657. Barbados National Trust, 2000, ISBN 976-8078-21-9.